# Scinax caissara
Scinax caissara é uma espécie de anfíbio anuros da família Hylidae. Está presente no Brasil. A UICN classificou-a como deficiente de dados.